# 日本パルスモーター
日本パルスモーター株式会社（にほんパルスモーター、英: Nippon Pulse Motor Co., Ltd.）は、東京都文京区本郷に本社を置く、精密小型モータ・モータドライバ・コントローラ・LSI等の開発・製造・販売を行っている会社である。商標はNPM。

## 事業内容
- 精密小型モータ・モータドライバ・コントローラ・電子部品等の製造販売
- 自動化省力化機器・装置・システムの設計製作販売
- 上記の電気・電子機器等の輸出並びに関連機器の輸入販売

## 沿革
- 1952年5月  - 旧吉澤精機工業株式会社を設立。
- 1962年3月  - 子会社日本パルスモーター株式会社を設立。
- 1963年11月 - 大和工場を新設。（現テクノセンター）
- 1969年9月 - 東京都文京区本郷2-16-13に本社移転。
- 1971年7月 - 大阪府大阪市に大阪営業所開設。
- 1972年9月 - 子会社日本パルスモーター株式会社を吸収合併し、日本パルスモーター株式会社に改名。
- 1972年10月 - 吉澤精機工業株式会社を分離独立。
- 1975年8月 - 青森県中津軽郡岩木町に子会社株式会社日本パルスモーター岩木工場を設立。
- 1981年12月 - 子会社株式会社日本パルスモーター岩木工場を吸収合併新資本金を14,000万円とする。
- 1987年11月 - 秋田県大館市に子会社日本パルス大館株式会社を設立。
- 1988年11月 - 日本パルス大館株式会社新社屋竣工。
- 1999年3月 - 子会社日本パルス大館株式会社を吸収合併。岩木工場 ISO9002 認証取得。
- 2000年10月 - 本社、大和工場ISO9001認証取得。
- 2002年10月 - バージニア州に子会社、NIPPON PULSE AMERICA,INC. (NPA)を設立。
- 2003年6月 - 生産合理化と新製品生産の為、香港に子会社日本脈衝有限公司(NPH)を設立。
- 2005年7月 - 大館工場（現エヌピーエス株）医療機器製造認定取得。
- 2005年11月 - 中国廣東省東莞市に新工場(東莞工場)竣工。ステッピングモータの量産開始。
- 2006年4月 - 本社、テクノセンター、岩木工場、大館工場ISO14001認証取得。
- 2007年9月 - 中国上海市に子会社日脈貿易(上海)有限公司(NPMS)を設立。
- 2008年2月 - 大館工場を分社し、子会社エヌピーエス株式会社(NPS)を設立。
- 2009年12月 - 台湾、台中市に子会社台灣日脈貿易股份有限公司(NPMT)を設立。
- 2010年2月 - 韓国京畿道に子会社NPM Korea Co., Ltd.(NPMK)を設立。
- 2010年2月 - テクノセンター新社屋竣工。(東京都[東大和市]桜が丘)
- 2010年4月 - 本社新社屋竣工。(東京都文京区本郷)
- 2010年9月 - 東京都文京区に子会社NPMハイテクノロジーズ株式会社(NPMHT)設立。
- 2010年12月 - 中国、東莞工場を現地法人化し、脈衝電子(東莞)有限公司(NPC)を設立。
- 2011年7月 - フィリピン・ロザリオに子会社NIPPON PULSE TEC PHILIPPINES INC.(NPP)設立。

## 拠点
営業
- 本社営業所 （東京都文京区本郷2-16-13）
- 大阪営業所 （大阪府大阪市港区弁天1-2-1-1607）

開発
- テクノセンター （東京都東大和市桜が丘2-249）

製造
- 岩木工場 （青森県弘前市大字高屋字安田657）

## 関連会社
日本国内
- NPMハイテクノロジーズ株式会社

アメリカ
- Nippon Pulse America, Inc.

中国
- 日脈貿易（上海）有限公司
- 日本脈衝有限公司
- 脈衝電子（東莞）有限公司

台湾
- Nippon Pulse Asia Trading Ltd.

韓国
- Nippon Pulse Korea Co.,Ltd.

マレーシア
- Nippon Pulse Asia Trading Ltd.

フィリピン
- Nippon Pulse Tec Philippines, INC.